# Frontière entre l'Afghanistan et l'Iran

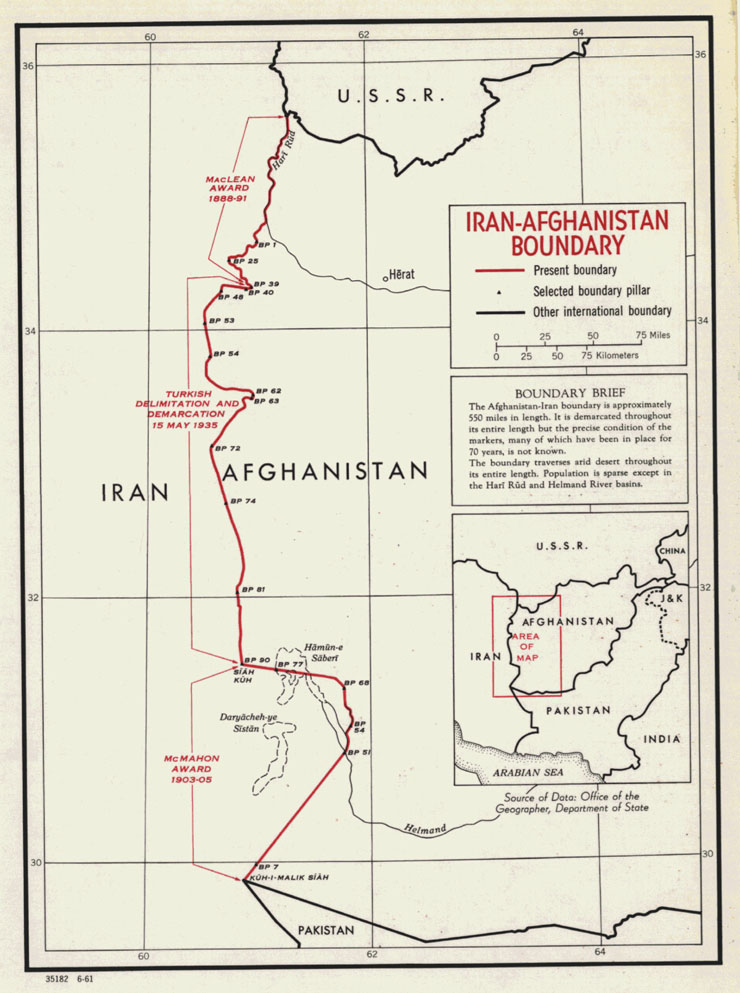
Carte de la frontière entre l'Afghanistan et l'Iran

La frontière entre l'Afghanistan et l'Iran est une frontière  terrestre longue de  921 km, séparant l'Afghanistan à l'est et l'Iran à l'ouest. Elle va du tripoint avec le Turkménistan au nord jusqu'au tripoint avec le Pakistan au sud. Globalement, la frontière traverse des zones arides et inhospitalières, peu peuplées excepté la région de Zabol-Zaranj où le principal point de passage se situe.

## Description
La frontière débute au nord au tripoint avec le Turkmenistan au fleuve Hari Rûd avant de traverser la terre ferme juste à l'est de la ville iranienne de Taybad. La frontière suit alors une série de courtes lignes droites, traversant les lacs salés de Daryacheh-ye Namakzar et de playa de Petregan (en); deux "becs" de territoire iranien s'enfoncent dans le territoire afghan à cet endroit. Ensuite, la section dite turque (voir ci-dessous) consiste en série de lignes droites à travers la plaine, avec des montagnes au sud, se terminant sur le mont Kuh Siah, où la frontière se dirige alors franchement vers l'est. Elle coupe à travers le  lac Hamun avant de bifurquer vers le sud, où elle suit alors le cours de la rivière Juy-e Siksar River jusqu'à sa confluence avec la rivière Helmand. La frontière suit alors une longue ligne droite en direction du sud-ouest jusqu'au tripoint avec le Pakistan jusqu'au mont Kuh-i-Malik Salih.

## Histoire
La frontière entre la Perse et l'Afghanistan fut formalisée dans entre 1872 et 1935 par une série d'arbitrages par un tiers, découlant du traité de Paris (1857) dans lequel la Perse et l'Afghanistan acceptèrent de renvoyer tout différend entre eux vers le Royaume-Uni pour arbitrage (à cette époque, ce dernier contrôlait la majeure partie des Indes y compris ce qui est maintenant le Pakistan),? Une série d'escarmouches entre l'Afghanistan et la Perse dans les années 1860 incita le shah d'Iran Nassereddine Shah à demander aux Britanniques d'officialiser la frontière entre l'Afghanistan et la Perse. Une délimitation approximative fut proposée en 1872 par un comité dirigé par sir Frederic John Goldsmid (en) suivant une ligne de Banda à Kuh-i-Malik Siah (une colline au tripoint actuel Afghanistan-Iran-Pakistan) via la rivière Helmand.
Les deux parties ont finalement accepté cette proposition, mais elle ne fut pourtant pas mise en œuvre à ce moment-là,.
La frontière de Goldsmid s'avéra inadéquate, surtout compte tenu du déplacement du cours de l'Helmand, et ainsi une limite plus précise fut tracée en trois sections au cours des décennies suivantes : la section nord par le général CS MacLean, consul général britannique pour le Khorasan et Sīstān, en 1888-91, la section sud par le colonel Sir Henry McMahon en 1903-05 et enfin la section médiane par le général turc Fahrettin Altay (en) en 1934-35,.
Après chaque démarcation, des bornes frontières furent érigées, conduisant à un total de 172 bornes  érigées dans les sections non fluviales de la frontière,.
Le tracé de la frontière ne fut plus disputé après 1935, cependant les allocations des ressources en eau dans la région créèrent des tensions pendant des nombreuses années qui ne furent résolues qu'en 1973.

## Passages frontaliers

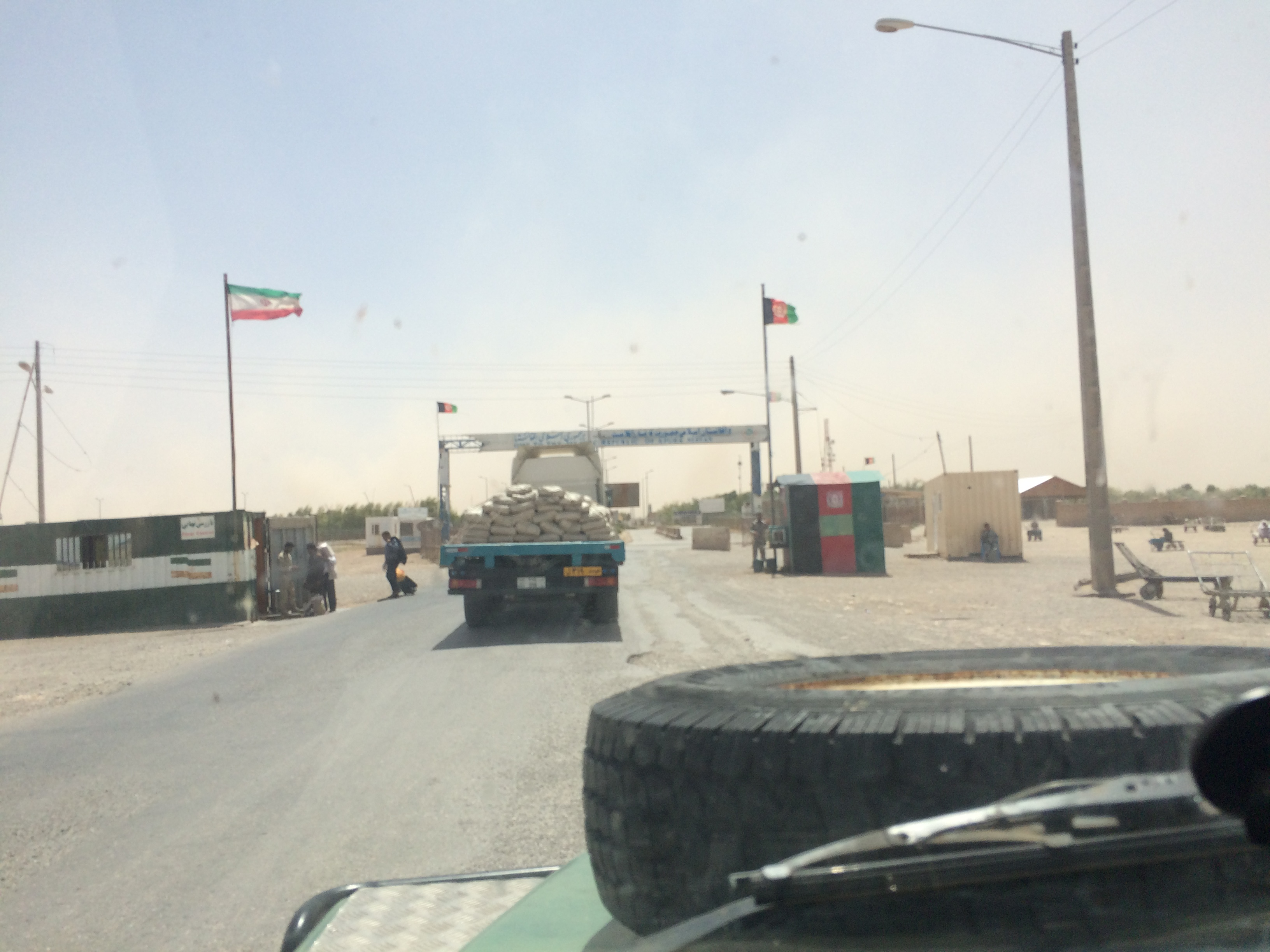
Entrée dans Islam Qala en Afghanistan depuis Taybad en Iran

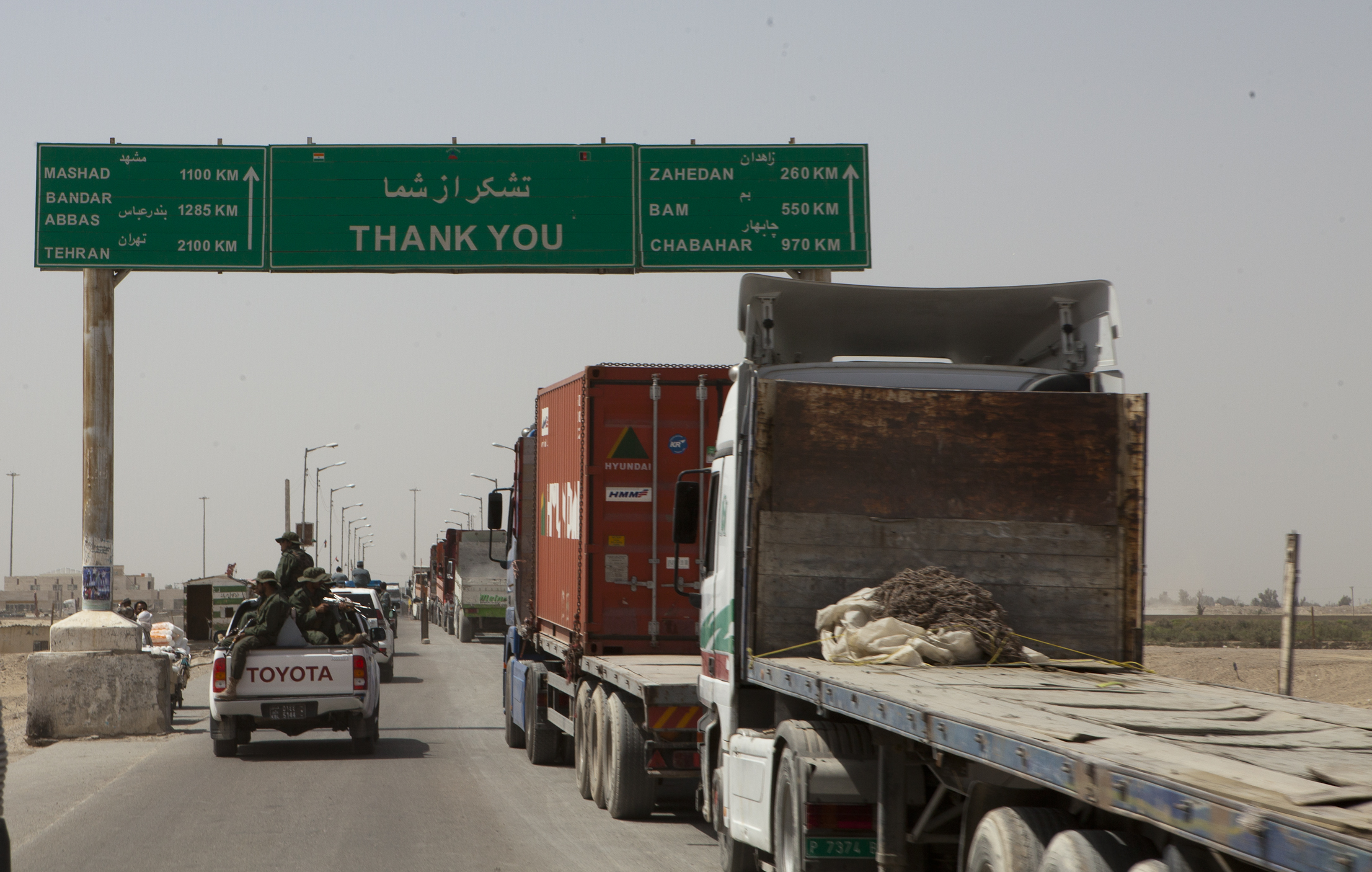
Camions attendant de traverser vers l'Iran au point de passage de Zarandj.

Passages de la frontières :
| Point de contrôle afghan            | Point de contrôle iranien                        |
| ----------------------------------- | ------------------------------------------------ |
| Islam Qala (en) (province d'Hérat)  | Taybad (province de Khorassan-e Razavi)          |
| Abu Nasr Farahi (province de Farah) | Mahirud (en) (province du Khorassan méridional)  |
| Zarandj (province de Nimroz)        | Milak (en) (province du Sistan-et-Baloutchistan) |